# Judith-Kerr-Grundschule
Die Judith-Kerr-Grundschule ist eine deutsch-französische Europaschule in Berlin-Schmargendorf. Sie ist benannt nach der jüdischen Buchautorin Judith Kerr. Die Unterrichtssprache ist überwiegend Deutsch, einige Fächer werden auf Französisch unterrichtet.

## Allgemeines
Das denkmalgeschützte Gebäude der Judith-Kerr-Grundschule, das dem Historismus zuzuordnen ist, stammt aus dem Jahre 1900 und wurde zwischen 1907 und 1908 erweitert.
Ein besonderer Schwerpunkt der Judith-Kerr-Grundschule liegt in der französischen Sprache. So ist sie eine Staatliche Europa-Schule Berlin (SESB), und die Schüler, die die Schule besuchen, sind nicht Teil eines expliziten Einzugsgebietes, sondern stammen aus vor allem frankophonen Haushalten aller Bezirke Berlins. Französischunterricht wird ab der 1. Klasse erteilt und findet in zwei verschiedenen Schwierigkeitsgraden statt:
- Muttersprache: Für Kinder, die schon fließend Französisch sprechen.
- Partnersprache: Für diejenigen, die die Sprache noch nicht so gut beherrschen.

Der Förderverein der Schule beschäftigt zusätzliche französische Pädagogen, um das Sprachenlernen zu intensivieren. Zudem unterstützt der Verein Initiativen, die der frankophonen Ausrichtung der Schule dienen, und organisiert in diesem Rahmen zahlreiche Projekte.